# Christensen (Rennwagen)
Christensen war ein US-amerikanischer Chassis-Hersteller im Monoposto-Rennwagenbau der 1950er- und 1960er-Jahre.

## Renneinsätze
1959, 1960, 1961 und 1962 waren Christensen-Rennwagen beim 500-Meilen-Rennen von Indianapolis am Start. 1959 schied Jack Turner nach einem Leck im Kraftstofftank nach 47 Runden vorzeitig aus. Ein Jahr später trat Jim Hurtubise auf einem ebenfalls vom Team Travelon Trailer eingesetzten Christensen an, wobei nach einem Motorschaden seine Fahrt nach 185 Runden vorzeitig endete. 1961 endete die Fahrt des Teams ebenfalls vorzeitig nach einem Unfall von Pilot A.J. Shepherd mit dem Moore-Offenheimer von Roger McCluskey. Im Folgejahr beendete ebenfalls ein Unfall von Pilot Chuck Rodee in Runde 17 die Vorstellung. Erst beim letzten Auftritt 1963 gelang Pilot Bob Christie mit einem 13. Rang die erste Zielankunft des Wagens.  